# Adenia
Genre
Adenia est un genre de plantes à fleurs de la famille des Passifloraceae, originaire principalement d'Afrique tropicale, de Madagascar et d'Asie. Certaines espèces du genre sont xérophytes.

## Description
Le genre est divisé en six sections comprenant « environ 95 espèces, dont une soixantaine sur le continent africain, 20 à Madagascar et 15 en Asie ». Ces espèces sont de formes variées : lianes, arbres, arbustes, etc. et occupent différents types d'habitats, que ce soit les déserts de certaines zones africaines ou les forêts denses du sud-est de l'Asie.

## Ses usages

### Pharmacologie
Certaines de ses espèces ont un usage médicinal, notamment en Afrique. Dans certains pays, des Adenia sont utilisés en décoction de tiges, racines ou feuilles, à différentes fins : traitement de la fièvre, toux, bronchite, rhumatismes, gastrite, etc. Adenia volkensii, appartenant à la section Blepharanthes, est par exemple utilisé en Afrique de l'Est en décoction pour le traitement de la toux et de la fièvre, et pour ses vertus diurétiques en lavements. Adenia tricostata est utilisé dans les pays d'Afrique centrale et en Ouganda comme traitement pour la fièvre. Adenia lobata est utilisée pour ses feuilles : au Sénégal, on les applique sur les plaies faites par le ver de Guinée ; en Côte d'Ivoire et au Congo ces feuilles servent à traiter les palpitations.

### Toxicité
Un grand nombre d'espèces du genre sont connues pour l'extrême toxicité de leur sève, particulièrement de celle qui se forme au niveau de sa base charnue (caudex). Outre des composés cyanogènes, elle contient des lectines qui détruisent les ribosomes, empêchant ainsi la synthèse des protéines. Elles ont le même mode d'action que la ricine, et leur toxicité est comparable. La plupart des espèces servant à un usage médicinal à faible dose, peuvent se révéler nocives, voire mortelles à forte dose.

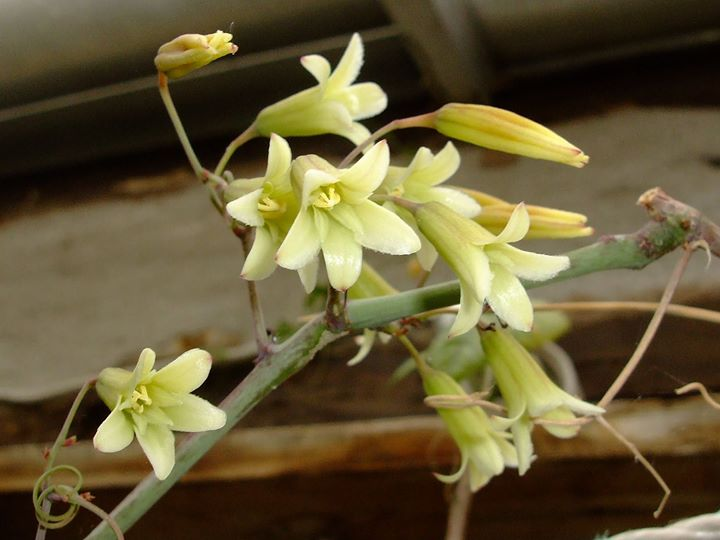
Fleurs d’A. digitata.

Les fruits d’Adenia digitata, par exemple, ont été utilisés comme poison, notamment par les Tswanas du Botswana, même si la plante est aussi utilisée comme plante ornementale dans le monde entier, pour son tubercule qui peut atteindre 60 cm de diamètre.

## Liste d'espèces
- Adenia aculeata Engl.
- Adenia cissampeloides (Planch. ex Hook.) Harms
- Adenia cladosepala (Baker) Harms
- Adenia digitata Engl.
- Adenia ellenbeckii Harms
- Adenia firingalavense (Drake ex Jum.) Harms

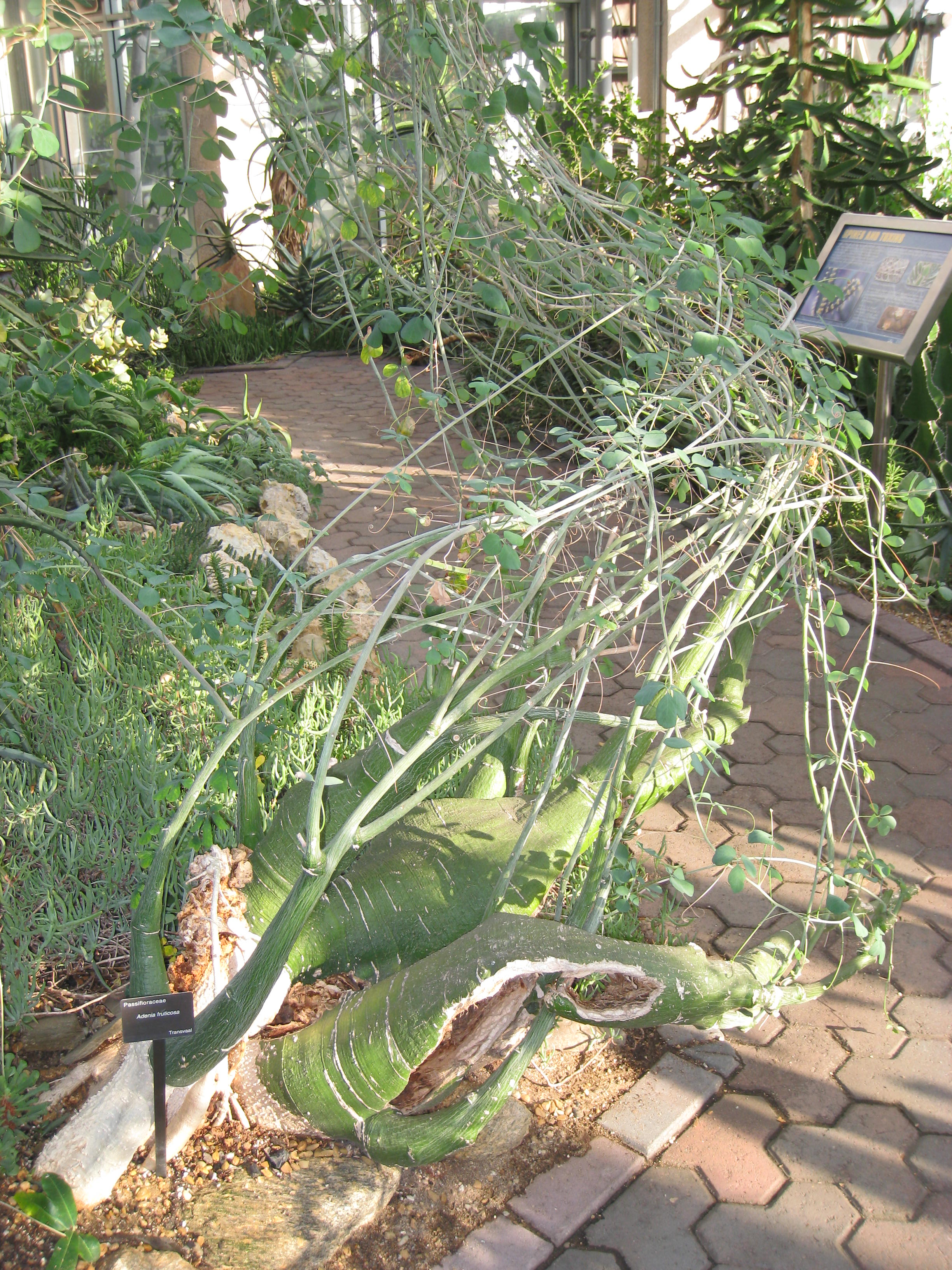
Adenia fruticosa.

- Adenia fruticosa Burtt Davy, 1926
- Adenia glauca Schinz
- Adenia globosa Engl.
- Adenia goetzii
- Adenia keramanthus Harms.
- Adenia lanceolata
- Adenia lobata (Jacq.) Engl.
- Adenia oblongifolia Harms
- Adenia olaboensis Claverie
- Adenia pechuelii (Engl.) Harms
- Adenia racemosa
- Adenia spinosa Burtt Davy
- Adenia stenodactyla
- Adenia venenata Forssk.
- Adenia volkensii Harms